# Dat gepijpzeik
Dat gepijpzeik is een lied van de Nederlandse muziekgroep De Kraaien. Het werd in 2013 als single uitgebracht. 

## Achtergrond
Dat gepijpzeik is geschreven door Clifford Harris, Pharrell Williams, Robin Thicke en geproduceerd door Bernd Gansebev, Kim Tippelpanne, Neurbert El Halt en Prins Clit In Paanham. Het is een lied dat past in de genres dialectpop, funk en moderne r&b. Het is een bewerking van het nummer Blurred Lines van Robin Thicke, T.I. en Pharrell Williams uit hetzelfde jaar. In het lied zingen de artiesten over een mooie vrouw waar de liedverteller mee wil zijn. Ten opzichte van het origineel is de tekst in het Nederlands en zijn er meerdere verwijzingen naar vogels in de tekst toegevoegd.

## Hitnoteringen
De groep had succes met het lied in de hitlijsten van Nederland. Het piekte op de 32e plaats van de Nederlandse Top 40 en stond drie weken in deze hitlijst. In de Single Top 100 kwam het tot de 36e plaats in de vijf weken dat het er in te vinden was. 